# 広東オリンピックスタジアム
広東オリンピックスタジアム（广东奥林匹克体育场）は、中華人民共和国の広東省広州市にあるスタジアムである。

## 概要
広州市のオリンピックスポーツセンター内にある収容人数8万人の陸上競技場で、2001年に完成した。第9回全運会開催のために建設され、2009年にはアジア陸上競技選手権大会が開催された。
2010年の第16回アジア競技大会では陸上競技が開催された。その他、スタジアム周辺には同大会のアーチェリー、ホッケー、ソフトボール、野球などの競技会場がある。

## アクセス
- 広州地下鉄4号線黄村駅